# Paussinae
Los pausinos (Paussinae) son una subfamilia de coleópteros adéfagos  perteneciente a la familia Carabidae.
Miden 6 a 20 mm. Las antenas son muy características. Tienen glándulas que producen secreciones que engañan a las hormigas. También tienen glándulas en el pigidio que producen sustancias explosivas, si bien no están relacionados con los escarabajos bombarderos típicos de la subfamilia Brachininae.

## Biología
Se sabe muy poco de los pausinos. Parece que la mayoría viven en nidos de hormigas en sus estadios tempranos; son mirmecófilos facultativos u obligados. No tienen apariencia de hormigas y a diferencia de otros mirmecófilos, como las larvas de Lycaenidae, las hormigas no reciben ningún beneficio. Muchas especies siguen los senderos de hormigas obreras de especies determinadas. Las secreciones glandulares de sus antenas y cuerpos les permite interactuar con las hormigas. Se cree que los escarabajos usan señales acústicas que les permiten entrar en los nidos sin alarmar a las hormiga.
El mecanismo defensivo de bombardear nunca se usa en contra de las hormigas. Los machos de algunas especies son atraídos por las luces durante parte de su vida y se cree que se dispersan de un hormiguero a otro. Los machos tienen una vida muy corta.
Se alimentan de huevos, larvas y adultos de hormigas, perforándolas con sus mandíbulas y absorbiendo sus líquidos interiores en todos los estadios. Además del mimetismo y comunicación químicos, también usan vibraciones. Hay varias estructuras estridulatorias, en regiones que son combinaciones de  las alas-élitros y tórax-fémur.

## Taxonomía
Hay 49 géneros con alrededor de 800 especies divididos en tribus y subtribus. Esta lista es incompleta:

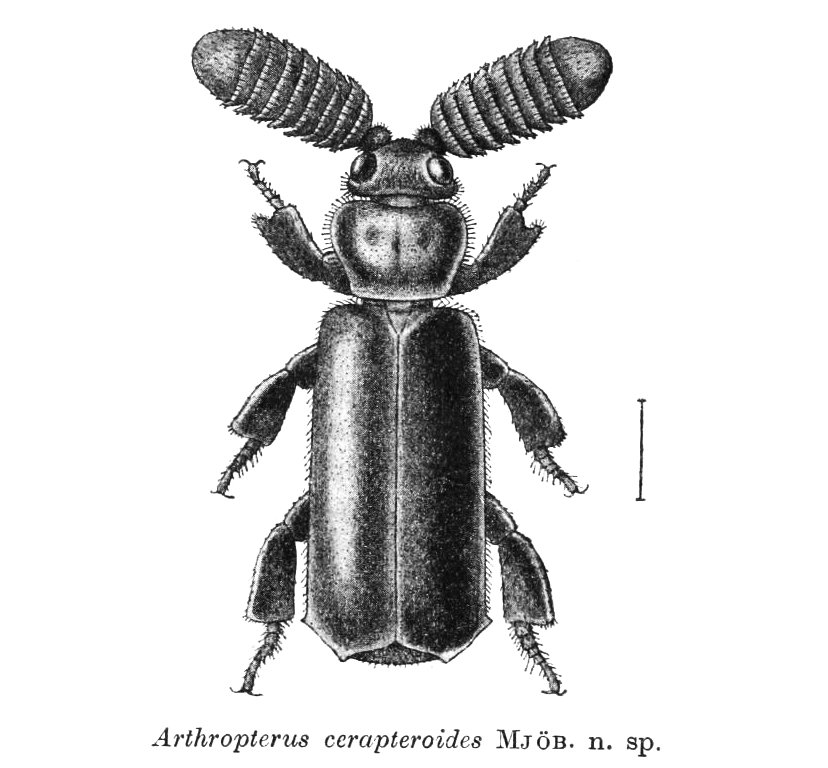
Arthropterus cerapteroides (Paussini: Cerapterina)

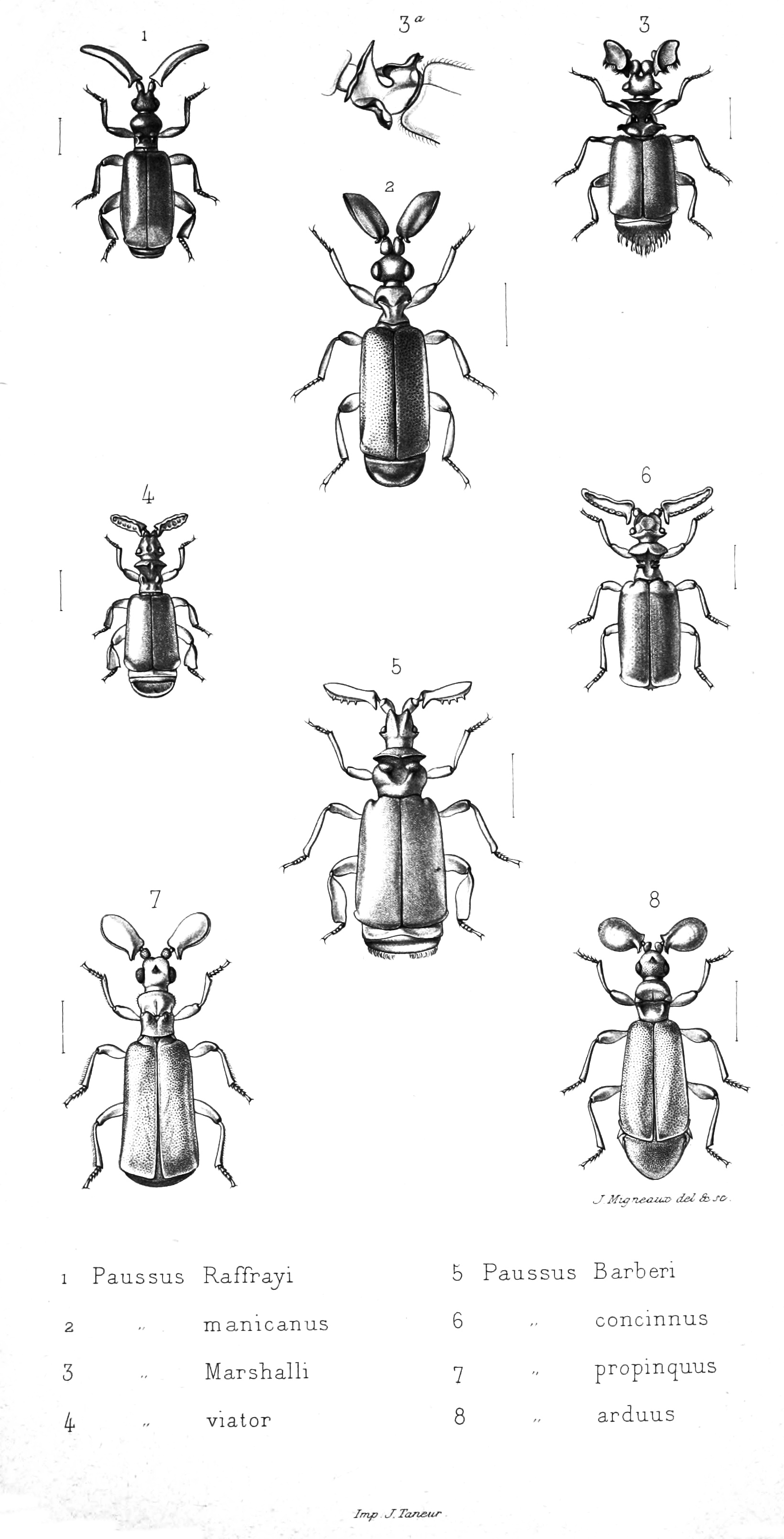
Paussina de Sud África

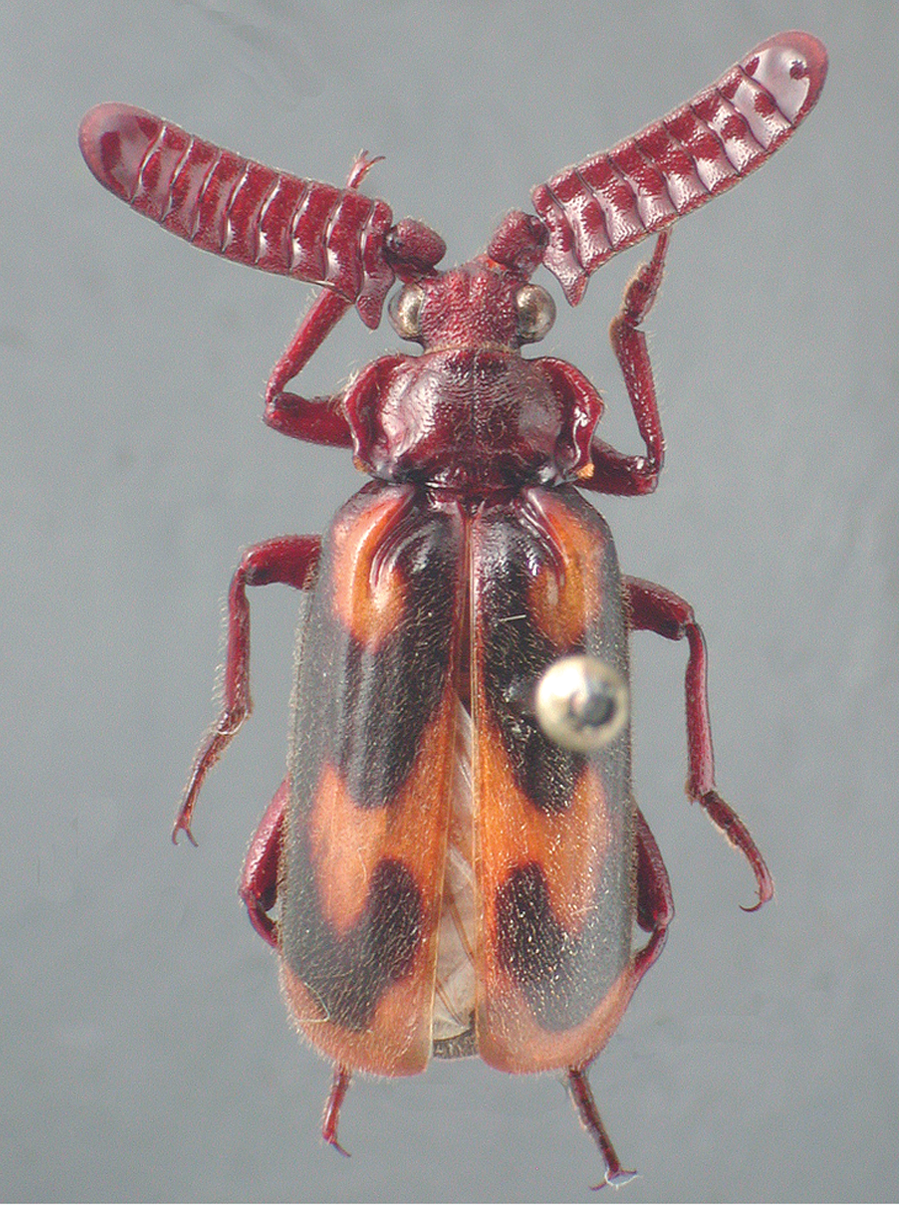
Heteropaussus hastatus (Paussini: Heteropaussina)

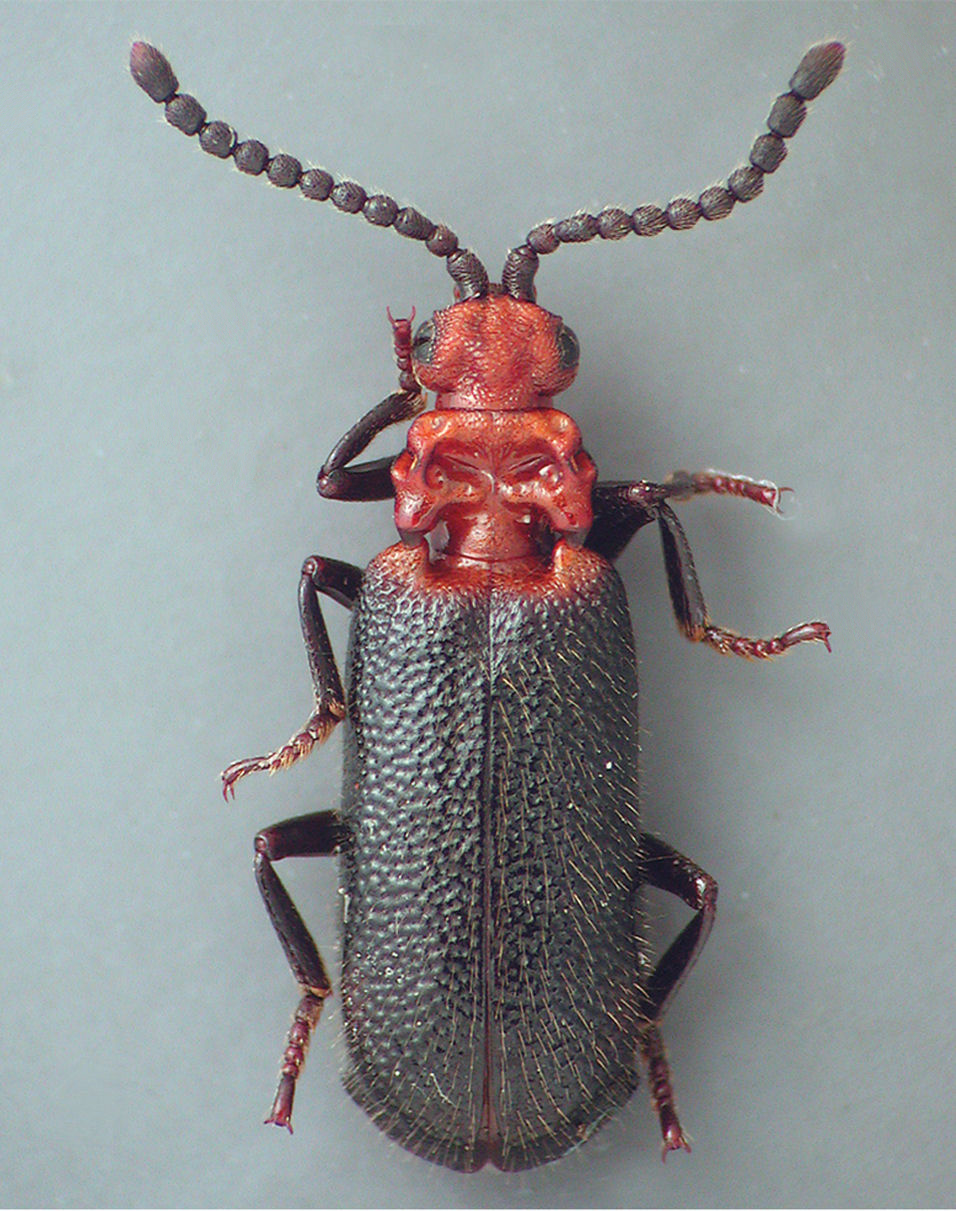
Protopaussus sp.

### Tribu Metriini
- Metrius Eschscholtz, 1829
- Sinometrius Wrase & Schmidt, 2006
- †Kryzhanovskiana Kataev et al, 2019[6] Ámbar de Burma, Myanmar, Cenomaniano

### Tribu Ozaenini
- Anentmetus Andrewes, 1924
- Crepidozaena Deuve, 2001
- Dhanya Andrewes, 1919
- Entomoantyx Ball & McCleve, 1990
- Eustra Schmidt-Goebel, 1846
- Filicerozaena Deuve, 2001
- Gibbozaena Deuve, 2001
- Goniotropis Gray, 1831
- Inflatozaena Deuve, 2001
- Itamus Schmidt-Goebel, 1846
- Microzaena Fairmaire, 1901
- Mimozaena Deuve, 2001
- Mystropomus Chaudoir, 1848
- Ozaena Olivier, 1812
- Pachyteles Perty, 1830
- Physea Brulle, 1834
- Physeomorpha Ogueta, 1963
- Platycerozaena Banninger, 1927
- Proozaena Deuve, 2001
- Pseudozaena Laporte de Castelnau, 1834
- Serratozaena Deuve, 2001
- Sphaerostylus Chaudoir, 1848
- Tachypeles Deuve, 2001

### Tribu Paussini
Subtribu Carabidomemnina Wasmann, 1928
- Carabidomemnus H. Kolbe, 1924
- Eohomopterus Wasmann, 1919

Subtribu Cerapterina Billberg, 1820
- Arthropterus MacLeay, 1838
- Cerapterus Swederus, 1788
- Megalopaussus Lea, 1906
- Mesarthropterus Wasmann, 1926

Subtribu Heteropaussina Janssens, 1953
- Heteropaussus Thomson, 1860

Subtribu Homopterina Janssens, 1953
- Homopterus Westwood, 1838

Subtribu Paussina Latreille, 1807
- Ceratoderus Westwood 1841
- Eopaussus Wasmann, 1926
- Euplatyrhopalus Desneux, 1905
- Granulopaussus H. Kolbe, 1938
- Hylopaussus Luna de Carvalho, 1989
- Hylotorus Dalman, 1823
- Lebioderus Westwood, 1838
- Leleupaussus Luna de Carvalho, 1962
- Melanospilus Westwood, 1845
- Paussomorphus Raffray, 1885
- Paussus Linnaeus, 1775
- Platyrhopalopsis Desneux, 1905
- Platyrhopalus Westwood, 1838
- Pterorhopalus Maruyama, 2011

Subtribu Pentaplatarthrina Jeannel, 1946
- Hexaplatarthus Jeannel, 1955
- Pentaplatarthus Westwood, 1833

### Tribu Protopaussini
- Protopaussus Gestro, 1892